# 克萨韦里·马休克
克萨韦里·马休克（波蘭語：Ksawery Masiuk，2004年12月17日—），波兰男子游泳运动员，2022年世界游泳锦标赛男子50米仰泳铜牌得主、2022年世界青年游泳锦标赛男子50米仰泳、男子100米仰泳、男子4×100米混合泳接力和混合4×100米混合泳接力金牌得主、男子200米仰泳和男子4×200米自由泳接力铜牌得主。